# Behailu Assefa
Behailu Assefa (30 dicembre 1989) è un calciatore etiope, centrocampista del St. George e della Nazionale etiope.

## Carriera

### Club
Ha sempre giocato nel campionato etiope.

### Nazionale
Ha partecipato alla Coppa d'Africa del 2013.